# Férfi egykaros súlyemelés az 1896. évi nyári olimpiai játékokon
A férfi egykaros súlyemelés egyike volt a két súlyemelő versenyszámnak az olimpián. Ez a versenyszám nagyon hasonlított a mai szakításhoz. Az emelőknek három lehetőségük volt. Minden versenyző egyszer próbálkozott, majd következett egy másik versenyző, és így tovább. Miután egy sorozat lement, újból az első próbálkozó következett. A harmadik sorozat befejeztével, az első három helyezett ismét kapott három lehetőséget, a korábban írt rendszer szerint.

Időrendben ez volt a második versenyszám, és közvetlenül a kétkaros súlyemelés után zajlott. A versenyzőknek mindkét kezükkel külön-külön meg kellett emelniük a súlyt.
3 nemzet 4 versenyzője vett részt ebben a versenyszámban.

## Érmesek
| Arany                                    | Ezüst                      | Bronz                                        |
| Launceston Elliot · Nagy-Britannia (GBR) | Viggo Jensen · Dánia (DEN) | Aléxandrosz Nikolópulosz · Görögország (GRE) |

## Eredmények
| Helyezés | Versenyző                      | Eredmény        |
| -------- | ------------------------------ | --------------- |
| Arany    | Launceston Elliot (GBR)        | 71,0 kg         |
| Ezüst    | Viggo Jensen (DEN)             | 57,0 kg         |
| Bronz    | Aléxandrosz Nikolópulosz (GRE) | 57,0 kg/40,0 kg |
| 4.       | Szotíriosz Verszísz (GRE)      | 40,0 kg         |

Mivel a dán Viggo Jensen megsérült az előző versenyszámban, ezért a brit Launceston Elliotnak könnyű dolga volt és 71 kilogrammos teljesítményével megnyerte a versenyt. Jensen sérülése ellenére is megszerezte az ezüstérmet 57 kilogrammos emelésével. A görög Aléxandrosz Nikolópulosz jobbik kezével ugyanannyit emelt, mint Jensen, azonban rosszabbik kezével csak 40 kilogrammot tudott megemelni, így ő lett a harmadik.